# Doryidomorpha
Doryidomorpha is een geslacht van kevers uit de familie bladkevers (Chrysomelidae).
De wetenschappelijke naam van het geslacht werd in 1931 gepubliceerd door Laboissiere.

## Soorten
- Doryidomorpha frontalis Laboissiere, 1931
- Doryidomorpha fulva (Laboissiere, 1931)
- Doryidomorpha nigripennis (Laboissiere, 1931)
- Doryidomorpha pilifrons Laboissiere, 1931
- Doryidomorpha souyrisi (Laboissiere, 1931)
- Doryidomorpha variabilis (Laboissiere, 1931)